# 小行星5465
小行星5465（5465 Chumakov）是一颗绕太阳运转的小行星，为主小行星带小行星。该小行星于1986年9月9日发现。

## 轨道参数
小行星5465的轨道半长轴为2.9172834 UA，离心率为0.063。